# Лешке, Георгий Павлович
Георгий Павлович Лешке (09.03.1917 — 29.11.1989) — советский партийный и хозяйственный деятель, лауреат Ленинской премии (1965).

## Биография
Окончил Днепропетровский металлургический институт (1939).
- 1939—1950 инженер на Челябинском и Актюбинском заводах ферросплавов,
- 1950—1959 зам. начальника, начальник плавильного цеха, секретарь парткома комбината «Североникель»,
- 1959—1962 первый секретарь Мончегорского ГК КПСС,
- 1962—1969 директор комбината «Североникель»,
- 1969—1971 гендиректор объединения «Никель»,
- с 1971 — начальник управления, начальник Главного экономического управления Министерства цветной металлургии, и. о. министра цветной металлургии.

Организатор внедрения новых схем извлечения кобальта, процесса интенсификации рудной электроплавки, освоения производства карбонильного никеля, серной кислоты и теплоизоляционных материалов из отвальных шлаков, пуска в эксплуатацию цеха карбонильного никеля, цеха по производству серной кислоты из отходящих газов.
Делегат XXII съезда КПСС.

## Награды, поощрения
Лауреат Ленинской премии (1965) — за участие в работе по интенсификации процессов и усовершенствованию технологии производства никеля и кобальта из сульфидных руд.
Награждён двумя орденами Ленина, орденом Трудового Красного Знамени. Почётный гражданин Мончегорска.